# 119

119(백십구)는 118보다 크고 120보다 작은 자연수다.

## 수학
- 합성수로, 그 약수는 1, 7, 17, 119이다. 진약수의 합은 25이므로, 119는 부족수다.
  - 39번째 반소수다. 앞의 반소수는 118, 다음 반소수는 121이다.
- {\displaystyle 119=17+19+23+29+31}
  - 연속하는 소수(素數) 5개의 합으로 나타낼 수 있으며, 이 성질을 지닌 앞의 수는 101, 다음 수는 139다.
- {\displaystyle 119=7+11+13+17+19+23+29}
  - 연속하는 소수(素數) 7개의 합으로 나타낼 수 있으며, 이 성질을 지닌 앞의 수는 95, 다음 수는 143이다.
- {\displaystyle 50^{2}-1}은 119로 나누어떨어진다.

## 과학
- 우누넨늄(Uue)의 원소 번호.
- NGC 119: 봉황자리 방향에 있는 렌즈형은하.

## 교통

### 철도
- 철도차량
  - 일본국유철도 119계 전동차(일본어판, 영어판)
- 철도역
  - 수도권 전철 1호선 광운대역의 역번호.
  - 부산 도시철도 1호선 서면역의 역번호.
  - 대구 도시철도 1호선 월배역의 역번호.
  - 대전 도시철도 1호선 월드컵경기장역의 역번호.
  - 광주 도시철도 1호선 평동역의 역번호.

### 도로
- 일본 119번 국도(일본어판): 도치기현 닛코시에서 우쓰노미야시까지 이어지는 일본의 국도.
- 현도 제119호선

## 군사
- U-119: 독일의 군용 잠수함. 제1차 세계 대전에 사용된 1918년제 모델(영어판)과 제2차 세계 대전에 사용된 1942년제 모델(영어판)이 있다.

## 문화유산
- 대한민국의 국보 제119호: 금동연가7년명여래입상
- 대한민국의 보물 제119호: 상주 복용동 석조여래좌상
- 대한민국의 사적 제119호: 고성 송학동 고분군

## 방송
- 스카이라이프의 MX 채널 번호.
- 지니 TV의 유럽 스포츠 방송인 유로스포츠 채널 번호.
- B tv의 다문화 TV 채널 번호.
- U+ TV의 OGN 채널 번호.
- LG헬로비전과 KT HCN의 KBS 라이프 채널 번호.
- 《긴급구조 119》: KBS의 텔레비전 프로그램.
- 《리얼다큐 119》: 경인TV의 텔레비전 프로그램.

## 기타
- 날짜 : 1월 19일, 11월 9일
- 연도 : 119년, 기원전 119년
- 119: 대한민국과 중국, 일본 등 아시아 여러 나라에서의 응급 전화번호.